# Watergaasvliegen
Watergaasvliegen (Osmylidae) zijn een familie van gevleugelde insecten uit de orde van de netvleugeligen (Neuroptera). Het is een relatief kleine familie in verhouding tot het vrijwel wereldwijde verspreidingsgebied, er zijn ruim 200 beschreven soorten.
In Nederland is, uit deze familie, alleen Osmylus fulvicephalus waargenomen.
Watergaasvliegen worden vrij groot en zijn hieraan mede te onderscheiden van gelijkende groepen. Ze blijven bij water in de buurt, aangezien de larven waterminnend zijn. Ze jagen vaak in het water maar kunnen niet zwemmen of onder water ademen en komen regelmatig op het land.

## Verspreiding en habitat
Watergaasvliegen kennen een wereldwijde verspreiding, maar ze komen als uitzondering niet voor in Noord-Amerika. In grote delen van Europa, waaronder Nederland en België, is de watergaasvlieg (Osmylus fulvicephalus) de enige vertegenwoordiger van deze familie. In de rest van Europa komen nog twee andere soorten uit het geslacht Osmylus voor.
Watergaasvliegen leven rond stilstaande en langzaam stromende wateren. Ze zijn erg honkvast en komen nooit ver uit de buurt waar ze als larve zijn opgegroeid. Er dient een ruime oevervegetatie aanwezig te zijn waarin de volwassen dieren kunnen schuilen en naar voedsel kunnen zoeken. Er is een voorkeur voor vochtige omgevingen in de lage delen van een heuvellandschap. Ook onder bruggen voelen watergaasvliegen zich thuis. Snelstromende wateren zijn ongeschikt aangezien de larven niet kunnen zwemmen en worden weggespoeld.

## Kenmerken
Watergaasvliegen lijken uiterlijk sterk op verwante groepen zoals gaasvliegen (Chrysopidae) en sponsvliegen (Sisyridae). Ze worden gemiddeld aanzienlijk groter, de spanwijdte of vlucht varieert van 40 tot 50 millimeter en het lichaam is ongeveer 25 millimeter lang. Watergaasvliegen hebben een voorvleugellengte van 15 tot 30 millimeter, de grote vleugels zijn veelal groter dan hun lijf. De vleugeladering heeft een netstructuur en de vleugels zijn meestal gevlekt -dit laatste is een verschil met veel andere gelijkende netvleugeligen. Ook de ontwikkeling van de watergaasvliegen verschilt met die van andere netvleugeligen.
De antennes zijn dun en draadvormig, dit wordt wel filiform genoemd. Aan weerszijden van de kop zijn de facetogen gelegen, deze zijn groot en rond en doen kraalachtig aan. Aan de bovenzijde van de kop zijn drie enkelvoudige oogjes aanwezig, de ocelli. Deze ontbreken bij sommige andere groepen van netvleugeligen. De kaakdelen zijn aan de onderzijde van de kop geplaatst, de bovenkaken of mandibels zijn enigszins driehoekig van vorm en ze zijn niet geheel symmetrisch. Dit is vrij uitzonderlijk bij de insecten, alle lichaamsdelen van insecten kennen juist een sterke symmetrie. Bij de 'gewone' watergaasvlieg (Osmylus fulvicephalus) is de linker mandibel voorzien van een uitsteeksel aan de onderzijde en de rechter mandibel draagt een uitsteeksel aan de onderzijde.
Aan de prothorax bevinden zich, evenals bij gaasvliegen, klieren die stinkende geuren uitscheiden om eventuele predatoren af te schrikken. De mannetjes van een aantal soorten hebben uitstulpbare geurklieren aan het achterlijf om vrouwtjes te lokken. Deze zijn gelegen tussen de achtste en negende tergiet of rugplaat van het achterlijf. Hieraan hebben de watergaasvliegen hun wetenschappelijke naam Osmylidae te danken; osmylus betekent 'sterk ruikend'.

## Levenswijze

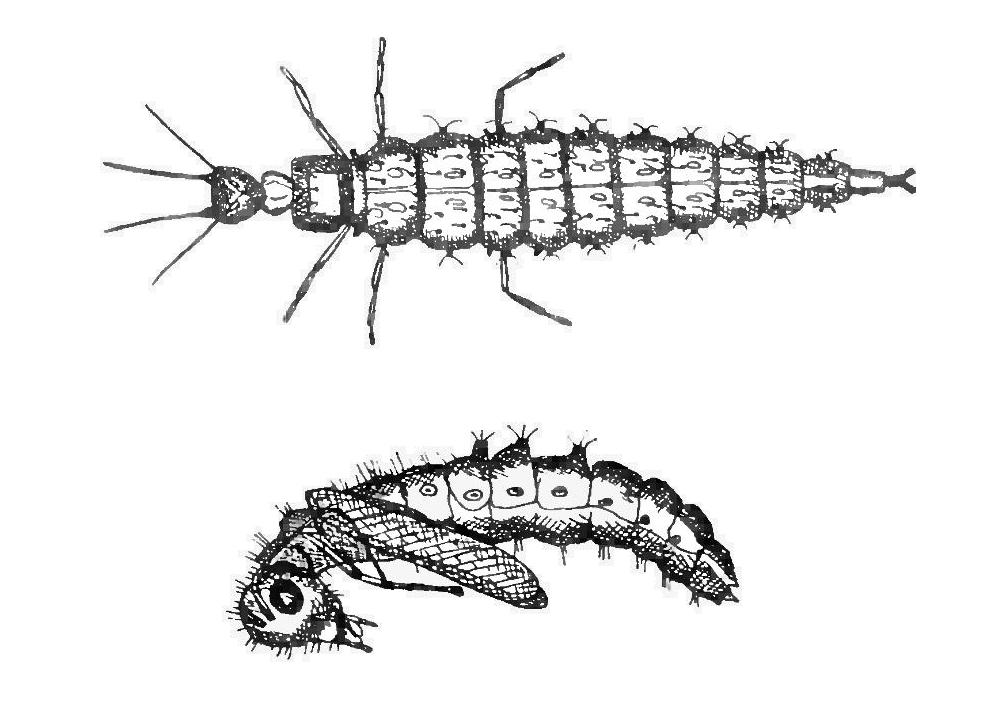
Schets van een larve (boven) en een pop (onder) van een Osmylus- soort.

De eitjes worden afgezet in de omgeving van water, zoals op de bladeren van oeverplanten. De eieren zijn gesteeld; het vrouwtje zet met haar achterlijf een klontje vloeistof af op de ondergrond waarna de achterlijfspunt omhoog geheven wordt. De vloeistof rekt uit en verhard onmiddellijk zodat een soort staakje ontstaat. Hierop wordt het ei afgezet, de steel dient waarschijnlijk om te voorkomen dat de uitgekomen larven de nog niet uitgekomen exemplaren opeten, de larven van watergaasvliegen zijn zeer roofzuchtig.
De volgroeide embryo's dragen een soort eitand bestaande uit een stekel om de eierschaal te breken. De larven hebben een lang en smal lichaam, de drie paar poten en grote kaken zijn goed te onderscheiden. De kaken of mandibels zijn bijtend en zuigend, de larve bezit een paar lange dolkachtige, holle monddelen die bijna recht naar voren steken. De mandibels zijn iets naar buiten gebogen, bij het eten van een prooi wordt deze door de kaken doorboord en vervolgens leeggezogen. Aan het achterlichaam bevindt zich een paar achterlijfsaanhangsels die voorzien zijn van haakjes en dienen als extra grijporgaan.
De larven bevinden zich vaak in het water, maar ze kunnen niet zwemmen en het zijn absoluut geen waterdieren. Andere insectenlarven die in het water leven zijn uitgesproken aquatisch en hebben zelfs kieuwen ontwikkeld zoals de larven van slijkvliegen (Sialidae). De watergaasvlieglarve bevindt zich altijd vlak bij de waterkant en kan weliswaar even onder water blijven om op prooidieren te jagen, maar moet na korte tijd weer naar het wateroppervlak om adem te halen. Als een prooidier wordt buitgemaakt, wordt deze altijd op het droge gehesen en op het land opgegeten, de larve jaagt ook wel op het land. De verpopping vindt plaats boven water, vaak op enige afstand van de waterkant.
Watergaasvliegen zijn zowel dag- als schemeractief. Ondanks de grote vleugels zijn het vrij slechte vliegers. Ze zitten overdag op planten waarbij ze vertrouwen op hun camouflage. Tijdens de schemering worden ze actiever en gaan op zoek naar voedsel. Bij verstoring vliegen ze niet weg maar verplaatsen zich al fladderend een stukje verderop in de plant. De larven en de volwassen dieren leven vooral van andere insecten.

## Taxonomie

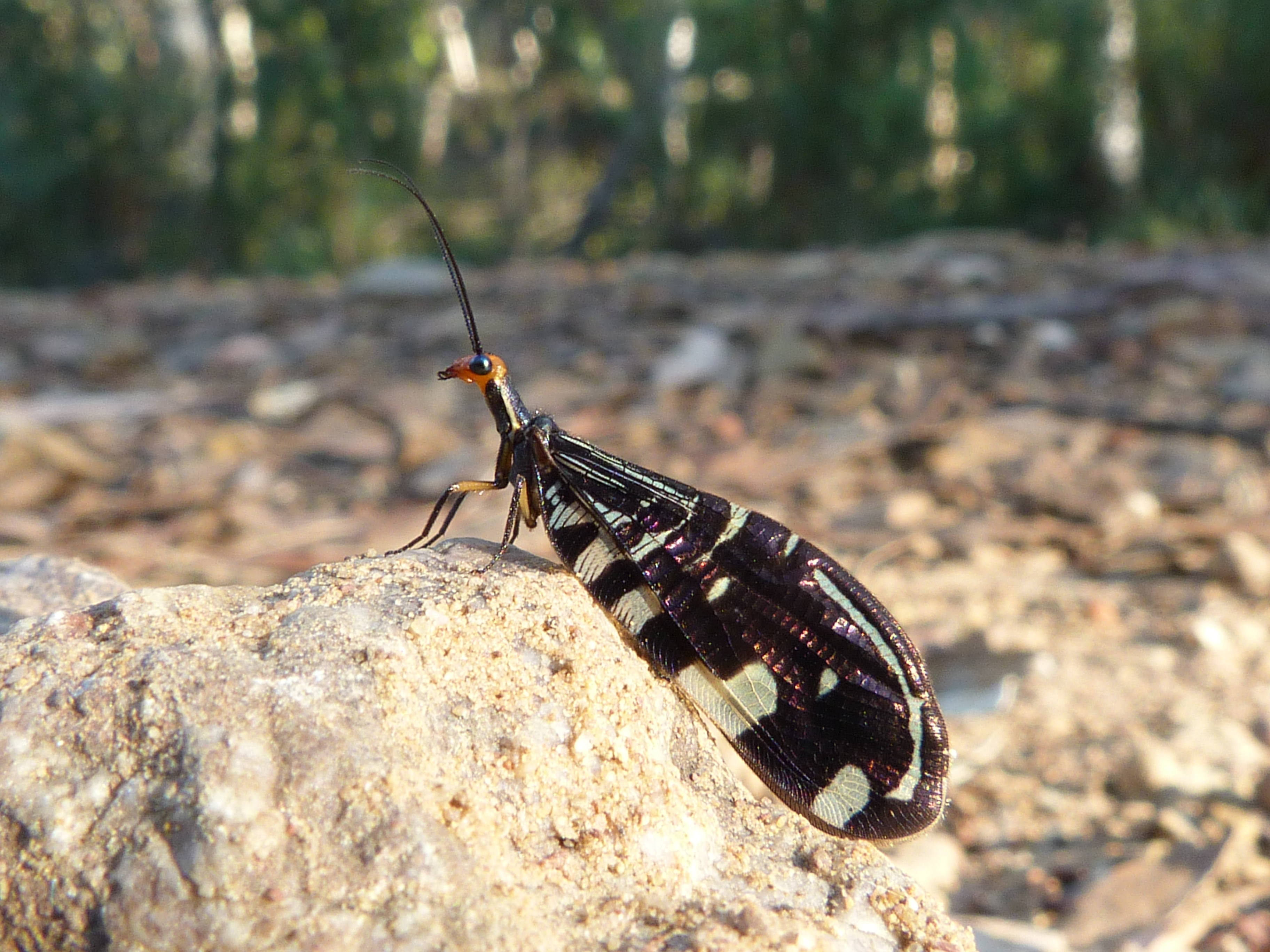
Porismus strigatus

De watergaasvliegen zijn onderverdeeld in de volgende onderfamilies:
- Eidoporisminae
- Kempyninae
- Osmylinae
- Porisminae
- Protosmylinae
- Spilosmylinae
- Stenosmylinae

De volgende geslachten zijn niet in een onderfamilie ondergebracht (incertae sedis):
- Sinosmylus
- Gumilla

## Geslachten
De per januari 2020 geregistreerde soorten van de familie Osmylidae behoren tot 30 verschillende geslachten.

Sommige geslachten bestaan slechts uit 1 soort.

De geslachten staan hieronder vermeld met het aantal soorten tussen haakjes.

(Deze lijst is mogelijk niet compleet voor deze familie)
- Australysmus  (4)
- Carinosmylus  (1)
- Clydosmylus  (1)
- Eidoporismus  (1)
- Euosmylus  (1)
- Euporismus  (1)
- Glenosmylus  (1)
- Grandosmylus  (2)
- Gryposmylus  (1)
- Gumilla  (2)
- Heterosmylus  (9)
- Hyposmylus  (1)
- Isostenosmylus  (5)
- Kempynus  (14)
- Lahulus  (1)

- Lysmus  (7)
- Mesosmylus  (1)
- Oedosmylus  (8)
- Osmylus  (20)
- Parosmylus  (5)
- Paryphosmylus  (1)
- Phlebosmylus  (1)
- Phymatosmylus  (1)
- Porismus  (1)
- Sinosmylus  (1)
- Spilosmylus Kolbe, 1897 (84)
- Stenolysmus  (1)
- Stenosmylus  (3)
- Thaumatosmylus  (7)
- Thyridosmylus  (17)